# Dorieus (Rhodos)
Dorieus (altgriechisch Δωριεύς Dōrieús; * um 450 v. Chr.; † 395 v. Chr.), der jüngste Sohn von Diagoras von Rhodos, war ein berühmter antiker Athlet aus der Sportlerfamilie der Diagoriden. Er stammte aus dem Hause der Eratiden aus der Stadt Ialysos auf Rhodos, das sich auf Tlepolemos, den Sohn des Herakles, zurückführte. Nach seiner erfolgreichen Sportkarriere wurde er Flottenkommandant.

## Siege
Dorieus gelang es in den Jahren 432 v. Chr., 428 v. Chr. und 424 v. Chr. also dreimal hintereinander, bei den Olympischen Spielen in Pankration zu siegen. Außerdem gewann er achtmal bei den Isthmischen Spielen und siebenmal bei den Nemeischen Spielen. Auch bei den Pythischen Spielen soll er einmal sogar kampflos gewonnen haben. (Wenn sich keine weiteren Teilnehmer für einen Wettkampf fanden, gewann ein einzelner Athlet kampflos.) Er und Peisirodos nahmen jedoch als Thurier an den Spielen teil, da sie von ihren Widersachern aus Rhodos vertrieben worden waren. Später kehrte er in seine Heimat zurück. Wie seinem Vater und seinen Brüdern Akusilaos und Damagetos wurde ihm in Olympia eine Statue geweiht.

## Peloponnesischer Krieg
Während des Peloponnesischen Krieges kämpfte Dorieus auf der Seite der Spartaner gegen Athen. Im Winter 412 v. Chr. befehligte er zusammen mit Hippokrates eine Expedition nach Knidos, das von Tissaphernes für die Lakonier erobert worden war. Sie verfügten über zwölf Trieren, zehn thurische, eine lakonische und eine syrakusische. Während die eine Hälfte in Knidos stationiert wurde, lagerte die andere am Vorgebirge Triopion und sollte Frachtschiffe aus Ägypten auf dem Weg nach Athen abfangen. Als die Athener davon erfuhren, sendeten sie Kriegsschiffe aus Samos. Zuerst eroberten sie die Schiffe am Vorgebirge. Die Mannschaft floh zur Stadt. Bevor diese jedoch die unbefestigte Stadt erreichen konnten, griffen die Athener Knidos an. Es gelang ihnen fast, die Stadt einzunehmen. Über Nacht baute man eine Brustwehr und konnte einen zweiten Angriff abwehren. Die Gegner verwüsteten jedoch das Land, bevor sie sich zurückzogen. Kurze Zeit später, als der Sold an die Mannschaften nicht rechtzeitig bezahlt wurde, trat Dorieus an den spartanischen Admiral Astyochos heran und forderte den ausstehenden Sold für sie ein. Als der General seinen Stab gegen Dorieus erhob, wäre er hierfür um ein Haar von den Kämpfern gelyncht worden.
411 v. Chr. wurde Dorieus von dem Oberbefehlshaber Mindaros mit 13 Schiffen nach Rhodos geschickt, um einen Aufstand im Keim zu ersticken. Als er diese Aufgabe erfolgreich abgeschlossen hatte, begab er sich im folgenden Jahr zum Hellespont. Als er an Sigeion vorbeifuhr, entdeckten ihn die Athener und schickten 74 Schiffe aus Sestos zur Verfolgung. Dorieus floh vor einer solchen Übermacht nach Dardanos. Xenophon hingegen nennt die Stadt Rhoiteion als Ziel. Die Athener hielten weiter Kurs auf die Stadt. Dorieus kam die in der Stadt stationierte Garnison zu Hilfe. Mindaros, der sich gerade in Ilion aufhielt, machte sich mit seinen 84 Schiffen sofort auf den Weg. Es kam zu einer großen Seeschlacht, die den ganzen Tag andauerte. Als Alkibiades schließlich den Athener Verstärkung brachte, flohen die Spartaner nach Abydos. Hier kam es zu einem erneuten Kampf, bei dem die Athener 30 Schiffe erbeuteten, obwohl den Spartanern die Reiterei des Pharnabazos zu Hilfe kam.
Während der Belagerung von Andros eroberte Phanosthenes 407 v. Chr. zwei thurische Schiffe und nahm die Besatzung gefangen mitsamt ihrem bereits in Abwesenheit zum Tode verurteilten Kommandanten Dorieus. Die Gefangenen wurden nach Athen gebracht, doch scheute man sich, den berühmten Olympioniken hinzurichten und ließ ihn frei.
Später gelang es Konon, die Rhodier auf die Seite der Athener zu ziehen, und da die Spartaner vermuteten, Dorieus hätte Schuld an dem Sinneswandel seiner Landsleute, nahm man ihn fest und ließ ihn hinrichten.